# Marébama
Marébama är en ort i Burkina Faso.   Den ligger i regionen Cascades, i den sydvästra delen av landet, 400 km sydväst om huvudstaden Ouagadougou. Marébama ligger 276 meter över havet och antalet invånare är 262.
Terrängen runt Marébama är platt. Närmaste större samhälle är Banfora, 15,8 km norr om Marébama.
Omgivningarna runt Marébama är en mosaik av jordbruksmark och naturlig växtlighet. Runt Marébama är det ganska tätbefolkat, med 78 invånare per kvadratkilometer.